# Lake Pleasant
Lake Pleasant è un comune degli Stati Uniti d'America, situato nello stato di New York, nella contea di Hamilton, della quale è il capoluogo.